# Thắng (nhạc sĩ)
Vũ Đinh Trọng Thắng (sinh ngày 6 tháng 11 năm 1995), hay ngắn gọn là Thắng hoặc Thắng Ngọt là một ca sĩ kiêm nhạc sĩ sáng tác bài hát, nhà sản xuất âm nhạc người Việt Nam. Anh là người sáng tác, hát chính, chơi guitar rhythm, và đồng sáng lập của ban nhạc Ngọt, góp công lớn giúp ban nhạc trở thành một trong những ban nhạc indie pop có ảnh hưởng nhất trong nền âm nhạc Việt Nam. Những bài hát anh viết ít nhiều đều liên quan trực tiếp tới những suy nghĩ, câu chuyện của bản thân. Hiện nay, anh hoạt động độc lập sau khi ban nhạc tan rã vào năm 2024. Thắng cũng là người có tầm ảnh hưởng lớn với giới trẻ và âm nhạc Việt Nam.

## Cuộc đời và sự nghiệp

### 1995-2021: Khởi đầu sự nghiệp
Vũ Đinh Trọng Thắng sinh ngày 6 tháng 11 năm 1995 tại Hà Nội, Việt Nam. Anh là người con thứ hai trong một gia đình hai con. Anh trai của anh, Vũ Đinh Hùng (sinh năm 1987), là một nhạc sĩ sáng tác bài hát thuộc ban nhạc Cuộc Sốngs. Anh sinh ra và lớn lên tại phố Lò Đúc, sau cùng gia đình chuyển về Nam Từ Liêm. Anh học tại trường THCS Tây Sơn. Tại đây, anh đã gặp và thân với Nguyễn Hùng Nam Anh và Trần Bình Tuấn, hai người sau này cũng là thành viên của Ngọt.
Năm 2013, Thắng tốt nghiệp trường THPT Trần Phú - Hoàn Kiếm và anh bắt đầu học Trường Đại học Ngoại ngữ - Đại học Quốc gia Hà Nội. Cũng vào năm này, anh thành lập ban nhạc Ngọt cùng với 3 thành viên ban đầu là Nguyễn Hùng Nam Anh, Trần Bình Tuấn và bản thân anh.

### 2022: EPGiấy trắng
Vào ngày 12 tháng 9 năm 2022, Thắng chính thức tung ra bản EP mang tên "Giấy Trắng", là một album đĩa mở rộng có sự góp mặt với 3 ca sĩ, nhạc sĩ indie khác gồm 4 ca khúc.
Sau 3 tháng ra mắt EP đầu tay, Thắng tiếp tục ra mắt ca khúc đĩa đơn mang tên "Đã Xem".

### 2023:Cái đầu tiên

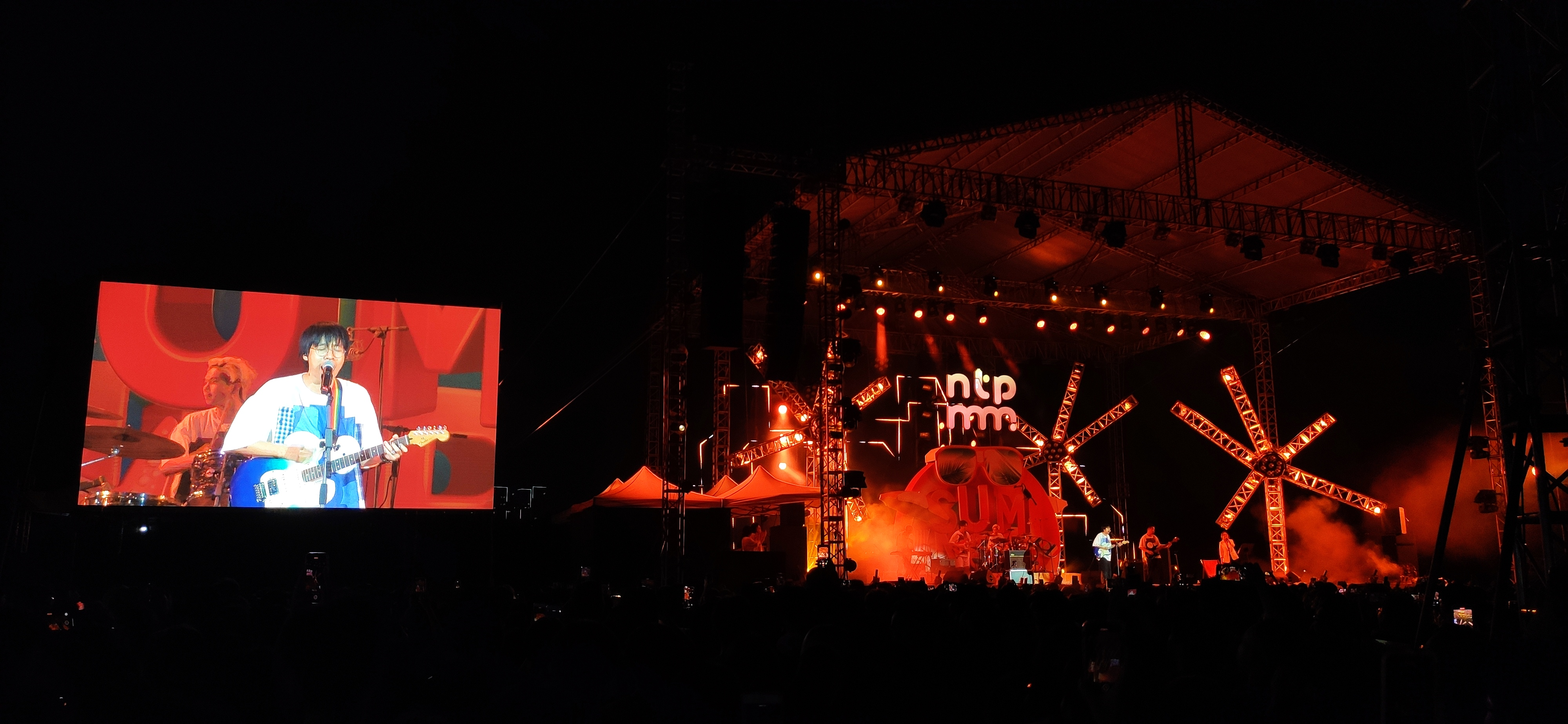
Thắng cùng ban nhạc Ngọt tại chương trình Những thành phố mơ màng 2023 tại Hà Nội

Ngày 16 tháng 2 năm 2023, Thắng trở lại đường đua âm nhạc khi kết hợp với Pixel Neko cho ra mắt ca khúc "Hái Sao". Sau 2 tháng, vào ngày 30 tháng 4, Thắng chính thức tung ra album đầu tay tên là "Cái đầu tiên", đây là album phòng thu đầu tiên của nam ca sĩ, gồm 8 ca khúc.
Sau 4 tháng sau, Thắng kết hợp với nữ ca sĩ Quỳnh Anh để ra mắt ca khúc "Trái Tim Không Ngủ Yên".

### 2024:Để nó đếnvàNó
Vào giữa đêm ngày 4 tháng 4 năm 2024, Thắng ra mắt ca khúc "Để nó đến" sau khi nhóm nhạc mà anh đảm nhiệm trưởng nhóm là Ngọt tan rã. Sau gần 1 tháng, Thắng tiếp tục ra mắt ca khúc "Nó" kết hợp chung với rapper Datmaniac.

### 2024:Hướng Dương
Vào đêm ngày 2 tháng 6 năm 2024, Thắng tiếp tục cho ra mắt ca khúc "Hướng Dương" kết hợp cùng với 2 thành viên cũ gồm Nguyễn Chí Hùng và Hoàng Chí Trung ở nhóm Ngọt.

## Đời tư
Thắng lập gia đình vào tháng 8 năm 2018. Đến tháng 10 cùng năm, vợ anh sinh đứa con đầu lòng mà gia đình anh và cộng đồng người hâm mộ ban nhạc Ngọt gọi bằng một cái tên thân thương là Bé Vừng. Trong album phòng thu thứ 3 của ban nhạc, Tuyển tập nhạc Ngọt mới trẻ sôi động (phát hành ngày 6 tháng 10 năm 2019), có một bài Thắng viết cho con trai của mình, bài hát tên là (bé) (track số 11).

## Tranh cãi
Vào ngày 28/4/2024, tài khoản cá nhân của Vũ Đinh Trọng Thắng liên tục đăng những trạng thái khó hiểu, trong đó có 'từ giờ bỏ maaAA túy' (ma túy) khiến khán giả hoang mang. Trước đó của anh cũng nhiều lần cập nhật những status khó hiểu liên quan những cái tên như Nhung, Giang và Nấm và xin tiền fan sản xuất nhạc, đề nghị miễn phí WiFi và điều hòa... Đáng chú ý, Facebook này còn nhắc đến cả ca sĩ trẻ Amee và Trời giấu trời mang đi, cũng như Đen đá không đường. Rất nhiều khán giả để lại bình luận dưới các bài đăng trên. Bên cạnh những ý kiến mỉa mai, chế nhạo, cũng có không ít người lo lắng cho tình trạng của Thắng, cho rằng nghệ sĩ đang có vấn đề về tâm lý, cần được điều trị.
Sau đó, thành viên Bi Trố của ban nhạc Cát Lún đăng tải bài viết về một ca sĩ sống tệ bạc với vợ con và bạn bè. Dưới bài đăng, anh tố người này ngoại tình, đòi tiền nuôi con, bỏ đói con và đính kèm hình chụp các tin nhắn của một người được cho là của Nấm - vợ cũ của Thắng ở phần bình luận.

## Danh sách đĩa nhạc

### Album phòng thu
| Tựa đề       | Chi tiết album                                                                               |
| ------------ | -------------------------------------------------------------------------------------------- |
| Cái đầu tiên | - Phát hành: 30 tháng 4, 2023 - Hãng đĩa: LP Club - Định dạng: Tải nhạc, phát trực tuyến, CD |

### Đĩa mở rộng
| Tựa đề     | Chi tiết album                                                                                    |
| ---------- | ------------------------------------------------------------------------------------------------- |
| Giấy trắng | - Phát hành: 12 tháng 9, 2022 - Hãng đĩa: LP Club - Định dạng: Tải nhạc, phát trực tuyến, mini CD |

### Đĩa đơn

#### Tư cách là nghệ sĩ chính
| Năm  | Tiêu đề                | Kết hợp      | Album               |
| ---- | ---------------------- | ------------ | ------------------- |
| 2022 | "Hình trái tim"        | Vũ Thanh Vân | Đĩa đơn không album |
| 2022 | "Đã xem"               |              | Đĩa đơn không album |
| 2023 | "Trước Khi Em Tồn Tại" |              | Cái Đầu Tiên        |
| 2024 | "Để nó đến"            |              | Đĩa đơn không album |
| 2024 | "Nó"                   | Datmaniac    | Đĩa đơn không album |

#### Tư cách là nghệ sĩ hợp tác
| Năm  | Tiêu đề                  | Kết hợp                | Album/EP            |
| ---- | ------------------------ | ---------------------- | ------------------- |
| 2021 | "An thần"                | Low G                  | Đĩa đơn không album |
| 2021 | "An thần không tune"     | Low G                  | Đĩa đơn không album |
| 2022 | "Đám cưới trong mây"     | Mimetals               | Miền Đất Còn Lại    |
| 2022 | "Cô Gái Tóc Ngắn"        | Mimetals               | Miền Đất Còn Lại    |
| 2022 | "Nỗi Buồn Thổi Lại"      | Mimetals               | Miền Đất Còn Lại    |
| 2022 | "Chiếc Ghế Của Ông"      | Mimetals               | Miền Đất Còn Lại    |
| 2023 | "Hái sao"                | Pixel Neko             | Đĩa đơn không album |
| 2023 | "Trái tim không ngủ yên" | Quỳnh Anh              | Đĩa đơn không album |
| 2023 | "Tiếp đất"               | Low G, Vantacrow       | Đĩa đơn không album |
| 2024 | Nhức Cả Đầu              | Thỏ Trauma, Vinh Khuất | TRAUMATIZED         |
| 2024 | Không Làm Gì Ngoài       | Thỏ Trauma, Vinh Khuất | TRAUMATIZED         |
| 2024 | Đổi Ý                    | Thỏ Trauma, Vinh Khuất | TRAUMATIZED         |
| 2024 | Lâu Đài Cát              | Thỏ Trauma, Vinh Khuất | TRAUMATIZED         |
| 2024 | Một Tình Ca Nữa          | Thỏ Trauma, Vinh Khuất | TRAUMATIZED         |

## Giải thưởng và đề cử
| Năm  | Giải thưởng           | Hạng mục        | Đề cử    | Kết quả |
| ---- | --------------------- | --------------- | -------- | ------- |
| 2020 | Giải thưởng Cống hiến | Nhạc sĩ của năm | Bản thân | Đề cử   |